# Stazione di Fredersdorf (b Berlin)
La stazione di Fredersdorf (b Berlin) si trova nel comune di Fredersdorf-Vogelsdorf nel circondario del Märkisch-Oderland ed è servita dalla linea S5 della S-Bahn di Berlino.
La stazione si trova nel centro abitato di Fredersdorf, a circa 300 metri a est del centro del comune. Confina con la strada "Am Bahnhof", la "Bahnhofstraße" e la "Brückenstraße". Circa 4 km a ovest si trova la stazione di Neuenhagen e a circa 2 km a est quella di Petershagen Nord. La stazione appartiene all'area tariffaria Berlino C della Verkehrsverbund Berlin-Brandenburg.

## Storia
La stazione venne aperta il 15 settembre 1872 con il nome "Petershagen". Dal 1º gennaio 1875 venne denominata Fredersdorf e aveva una piattaforma centrale e una laterale. Il 1º maggio 1911 la stazione venne rinominata in "Fredersdorf (Kreis Niederbarnim)". Dopo diversi cambiamenti di nome assunse quello attuale.